# 乌韦·雅各布森
乌韦·雅各布森（德語：Uwe Jacobsen，1940年9月22日—），德国男子游泳运动员。他曾代表德国联队参加1960年和1964年夏季奥林匹克运动会游泳比赛，获得男子4×100米自由泳接力银牌。